# 4679 Sybil
4679 Sybil (1990 TR4) là một tiểu hành tinh vành đai chính được phát hiện ngày 9 tháng 10 năm 1990 bởi R. H. McNaught ở Siding Spring.